# CYB5R1
NADH-цитохром-b5-редуктаза 1 (скор. CYB5R1, англ. Cytochrome b5 reductase 1) — білок, який кодується однойменним геном, розташованим у людей на короткому плечі 1-ї хромосоми. Довжина поліпептидного ланцюга білка становить 305 амінокислот, а молекулярна маса — 34 095.
| 10         |  | 20         |  | 30         |  | 40         |  | 50         |
| ---------- |  | ---------- |  | ---------- |  | ---------- |  | ---------- |
| MGIQTSPVLL |  | ASLGVGLVTL |  | LGLAVGSYLV |  | RRSRRPQVTL |  | LDPNEKYLLR |
| LLDKTTVSHN |  | TKRFRFALPT |  | AHHTLGLPVG |  | KHIYLSTRID |  | GSLVIRPYTP |
| VTSDEDQGYV |  | DLVIKVYLKG |  | VHPKFPEGGK |  | MSQYLDSLKV |  | GDVVEFRGPS |
| GLLTYTGKGH |  | FNIQPNKKSP |  | PEPRVAKKLG |  | MIAGGTGITP |  | MLQLIRAILK |
| VPEDPTQCFL |  | LFANQTEKDI |  | ILREDLEELQ |  | ARYPNRFKLW |  | FTLDHPPKDW |
| AYSKGFVTAD |  | MIREHLPAPG |  | DDVLVLLCGP |  | PPMVQLACHP |  | NLDKLGYSQK |
| MRFTY      |  |            |  |            |  |            |  |            |

A: Аланін

C: Цистеїн

D: Аспарагінова кислота

E: Глутамінова кислота

F: Фенілаланін

G: Гліцин

H: Гістидин

I: Ізолейцин

K: Лізин

L: Лейцин

M: Метіонін

N: Аспарагін

P: Пролін

Q: Глутамін

R: Аргінін

S: Серин

T: Треонін

V: Валін

W: Триптофан

Кодований геном білок за функцією належить до оксидоредуктаз.
Задіяний у таких біологічних процесах як метаболізм ліпідів, метаболізм стероїдів, метаболізм стеролів, біосинтез ліпідів, біосинтез стероїдів, біосинтез стеролів, поліморфізм.
Білок має сайт для зв'язування з НАД, ФАД, флавопротеїном.
Локалізований у мембрані.